# Scouse
Scouse [ˈskaʊs] ist ein Dialekt des Englischen, der in der Metropolregion Merseyside um die Stadt Liverpool gesprochen wird. 
Er unterscheidet sich stark von den Dialekten der angrenzenden Regionen Cheshire und Lancashire im Nordwesten Englands. Das Wort Scouse war ursprünglich eine Variation des Wortes „Lobscouse“, welches ein traditionelles seemännisches Gericht (im deutschen Labskaus) bezeichnet. Daher werden Einwohner Liverpools auch als „Scousers“ bezeichnet. Scouse zeichnet sich durch eine stark akzentuierte Sprache mit großen Unterschieden zwischen den verwendeten Tonhöhen aus. Der Dialekt weist in sich weitere regionale Unterschiede auf. 
Scouse stammt aus dem Lancashire-Dialekt, aber es wurde durch den Einfluss von Einwanderersprachen sehr verändert. Irische und walisische Wurzeln sind in Aussprache, Wortschatz und Grammatik besonders spürbar. Zum Beispiel verwendet Scouse die aus dem irischen Englisch entlehnten  Pronomina youse anstelle von you („ihr“, 2. Person Plural) und me statt my („mein“). Die th-Laute – [ð] (stimmhafter dentaler Frikativ) und [θ] (stimmloser dentaler Frikativ) – werden oft wie in Irland als [d̪] (stimmhafter dentaler Plosiv) bzw. [t̪] (stimmloser dentaler Plosiv) gesprochen. Im Unterschied zu irischen oder amerikanischen Dialekten ist Scouse aber nicht rhotisch.
| Received Pronunciation (Oxford English)        | Scouse          | Scouse                          |
| Received Pronunciation (Oxford English)        | alt             | modern                          |
| ---------------------------------------------- | --------------- | ------------------------------- |
| [ɜː] [fɜː] (fur, „Pelz“)                       | [ɜː] [fɜː]      | [ɛː] [fɛː]                      |
| [ɛə] [fɛə] (fair, „Fest“)                      | [ɜː] [fɜː]      | [ɛː] [fɛː]                      |
| [k] [fɔːk] (fork, „Gabel“)                     | [x] [fɔːx]      | [x] oder [k] [fɔːx] oder [fɔːk] |
| [ʊ] [bʊk] (book, „Buch“)                       | [ʉː] [bʉːx]     | [ʉː] [bʉːx] oder [bʉːk]         |
| [θ] [θɪŋk] (think, „denken“)                   | [t̪] [t̪ɪŋk]      | [t̪] [t̪ɪŋk]                      |
| [ð] [ðɪs] (this, „dieser“) [wɪð] (with, „mit“) | [d̪] [d̪ɪs] [wɪd̪] | [d̪] [d̪ɪs] [wɪd̪]                 |